# Ромео, мій сусід
«Ромео, мій сусід» (азерб. «Romeo mənim qonşumdur») — азербайджанський радянський художній фільм 1963 року. Прем'єра — 16 січня 1964 року (Баку), 6 липня 1964 року (Москва).

## Сюжет
Екранізація популярної сучасної оперети Рауфа Гаджиєва.

## У ролях
- Аділь Іскендеров — Гулієв
- Софа Бесірзаде — Солмаз
- Надія Самсонова — Стелла
- Іраклій Хізанішвілі — Аріф
- Аріадна Шенгелая — Нона
- Сіявуш Аслан — Самед
- Іполит Хвічіа — Колумб
- Мікаела Дроздовська — Шура
- Талят Рахманов — чоловік, який п'є пиво

## Знімальна група
- Режисер — Шаміл Махмудбеков
- Сценарист — Йосип Прут
- Оператор — Тейюб Ахундов
- Композитор — Рауф Гаджиєв